# Backa, Uddevalla kommun
Backa är en bebyggelse i Skredsviks socken i Uddevalla kommun i Västra Götalands län. SCB avgränsade området från 2000 till 2023 till en separat småort för att 2023 klassas som amman växt och del av tätorten Berg.